# Atatürk 1881 – 1919
Atatürk 1881 – 1919 ist ein zweiteiliger Historienfilm unter der Regie von Mehmet Ada Öztekin.

## Handlung

### Teil 1
Der erste Film beginnt mit der Geburt Mustafa Kemal Atatürks im Jahr 1881 in Thessaloniki, damals Teil des Osmanischen Reiches. Er wächst in bescheidenen Verhältnissen auf und zeigt früh Interesse an Bildung und Militär. Seine Ausbildung an militärischen Schulen und seine ersten Erfahrungen als Offizier werden detailliert dargestellt. Der Film endet mit dem Vorabend des Ersten Weltkriegs, als Mustafa Kemal sich auf seine Rolle in der Schlacht von Gallipoli vorbereitet.

### Teil 2
Der zweite Film setzt im Jahr 1915 ein, als Mustafa Kemal an der Gallipoli-Front eine entscheidende Rolle spielt und sich als fähiger Kommandeur beweist. Nach dem Erfolg in Gallipoli führt er Operationen an der Ostfront gegen russische Truppen und später in Syrien gegen britische Kräfte. Seine ununterbrochene Erfolgsserie macht ihn zum einzigen osmanischen Offizier, der im Ersten Weltkrieg keine Schlacht verliert. Nach Kriegsende kehrt er nach Istanbul zurück und ist schockiert über die Besetzung der Stadt durch alliierte Truppen, was seinen Entschluss zur nationalen Befreiungsbewegung festigt.

## Produktion
Ursprünglich sollte es als sechsteilige Serie für Disney+ erscheinen, jedoch wurde das Projekt später in zwei Filme umgewandelt. Die Dreharbeiten erstreckten sich über 19 Wochen und fanden sowohl in der Türkei als auch in Nordmazedonien statt. Der erste Teil feierte seine Premiere am 29. Oktober 2023 auf dem türkischen Fernsehsender FOX und wurde am 3. November 2023 in den Kinos veröffentlicht. Der zweite Teil folgte mit einer Kinopremiere am 5. Januar 2024.